# Krępiec (góra)
Krępiec (645 m n.p.m.) – szczyt w południowo-zachodniej Polsce w Sudetach Środkowych w paśmie Wzgórz Włodzickich.
Wzniesienie położone jest na południowy zachód od centrum Nowej Rudy, w północno-środkowej części Wzgórz Włodzickich.
Jest to kopulaste wzniesienie, które tworzy razem z Górą św. Anny mały charakterystyczny grzbiet w kształcie siodła, o dość stromych zboczach, z podkreślonymi wierzchołkami wzniesień. Wzniesienie góruje nad Nową Rudą. Partie szczytowe oraz północne i północno-zachodnie zbocza porośnięte lasem mieszanym regla dolnego z przewagą drzew liściastych, pozostałe zbocza poniżej szczytu w kierunku południowo-zachodnim zajmują łąki i pola uprawne.
Szczyt zaliczany do Odznaki „Korona Nowej Rudy”, inne to:
- Góra Wszystkich Świętych 648 m n.p.m.
- Góra św. Anny 647 m n.p.m.
- Sokoli Garb 615 m n.p.m.
- Wilkowiec 598 m n.p.m.
- Bogusza 539 m n.p.m.
- Ruda Góra 516 m n.p.m.[3]

## Szlaki turystyczne
Przez wzniesienie przechodzą dwa szlaki turystyczne:
- z Nowej Rudy do Sarn,
- Kościelec – Góra Wszystkich Świętych – Góra Świętej Anny – Przełęcz pod Krępcem – Nowa Ruda – Włodzicka Góra – Świerki Dolne (przystanek kolejowy) – Kompleks Gontowa – Sokolec – Schronisko Sowa – Wielka Sowa.